# 新島空港
新島空港（にいじまくうこう、Niijima Airport）は、東京都新島村（新島）にある空港。東京都営空港の一つ。空港法の分類では地方管理空港（旧空港整備法の分類では第三種空港）。

## 沿革
- 1944年（昭和20年） - 陸軍新島飛行場として竣工
  - 村営飛行場が開場するまで、旧陸軍飛行場跡地は開墾され農地となった
- 1970年12月25日 - 旧飛行場の農地を転用し場外離着陸場「村営新島飛行場」として開場
  - 中央航空が不定期・チャーター便を大島空港との間で運航開始。使用機はピラタス PC-6（7席）、ブリテン・ノーマン アイランダー（9席）など[1]
- 1979年2月 - 新中央航空が中央航空より事業を譲り受け、翌3月から調布飛行場との間で不定期便運航開始
- 1984年12月11日 - 第三種空港設置許可
- 1987年7月2日 - 第三種空港「新島空港」として供用開始、3便を定期便化
- 1994年（平成6年）6月23日 - 航空灯火供用開始
- 2022年10月1日 - リモート管制が東京国際空港から新千歳空港に移管[2][3]

## 運航路線
- 新中央航空
  - 調布飛行場 - 新島空港 （1979年3月路線開設）

## アクセス
- 新島村役場から車で約5分。
- 新島村ふれあいバス各線より「健康センター前」停留所降車、徒歩10分。繁忙期のみ「飛行場前」降車、徒歩0分。

## ギャラリー
- 空港ターミナル内
- 空港ターミナルビルと滑走路
- 新島空港に駐機するドルニエ228（JA34CA）
- 新島空港空撮

## 空港の変遷（空中写真）
- 陸軍新島飛行場跡の空中写真（1947年）
滑走路は浜辺まで延びていた。
国土交通省 国土地理院 地図・空中写真閲覧サービスの空中写真を基に作成
- 新島村営飛行場時代の空中写真（1978年）
当時のターミナルは、滑走路の南側にあった。
国土交通省 国土地理院 地図・空中写真閲覧サービスの空中写真を基に作成
- 新島空港の空中写真（2013年）。
滑走路が600mから800mに延長されている。
国土交通省 国土地理院 地図・空中写真閲覧サービスの空中写真を基に作成